# Ciutat Nova (Hamburg)
La Ciutat Nova, en alemany Neustadt i baix alemany Neestadt és un barri d'Hamburg al districte Hamburg-Mitte a Alemanya. Es tracta de l'eixample del 1616-1628 quan es va construir la segona muralla d'Hamburg i es va incorporar aquesta terra a la riba dreta de l'Alster, aleshores encara majoritàriament no urbanitzada, al costat de la Ciutat Vella.

## Llocs d'interés
- Krameramtsstuben
- El teatre d'òpera Hamburgische Staatsoper
- L'Església de Sant Miquel
- El museu d'història local Museum für Hamburgische Geschichte
- El parc Planten un Blomen